# أوتو فيشر (كيميائي)
أوتو فيشر (بالألمانية: Otto Fischer) (و. 1852 – 1932 م) هو كيميائي، ومؤلف، وأستاذ جامعي ألماني، ولد في أويسكيرشن، كان عضوًا في الأكاديمية البافارية للعلوم والعلوم الإنسانية، توفي في إرلنغن، عن عمر يناهز 80 عاماً.